# Jean Tedesco
Ne doit pas être confondu avec Jean de Tedesco.
Jean Tedesco (né le 24 mars 1895 à Londres et mort le 15 août 1958 à Paris) est un critique, scénariste et réalisateur français. 
Il a été directeur de la revue Cinéa, et directeur du Théâtre du Vieux-Colombier entre 1924 et 1934 où il a projeté des films d'avant garde dans les années 1920.

## Filmographie
- 1951 : Napoléon Bonaparte, empereur des Français (documentaire)
- 1951 : L'Anglais tel qu'on le parle (d'après Tristan Bernard) (court métrage)
- 1951 : Les Hommes de l'acier (court métrage)
- 1948 : Mort ou vif avec Charles Dechamps
- 1946 : Comédie avant Molière  (court métrage)
- 1945 : Enquête du 58 (court métrage)
- 1943 : La Main de l'homme (court métrage documentaire)
- 1941 : Sur les chemins de Lamartine (documentaire)
- 1937 : Panoramas au fil de l'eau
- 1931 : Amour et quadrille
- 1930 : Mor'vran de Jean Epstein - Supervision de la sonorisation
- 1928 : La Petite Marchande d'allumettes (coréalisateur : Jean Renoir)